# Festival international des cinémas d'Asie de Vesoul 2010

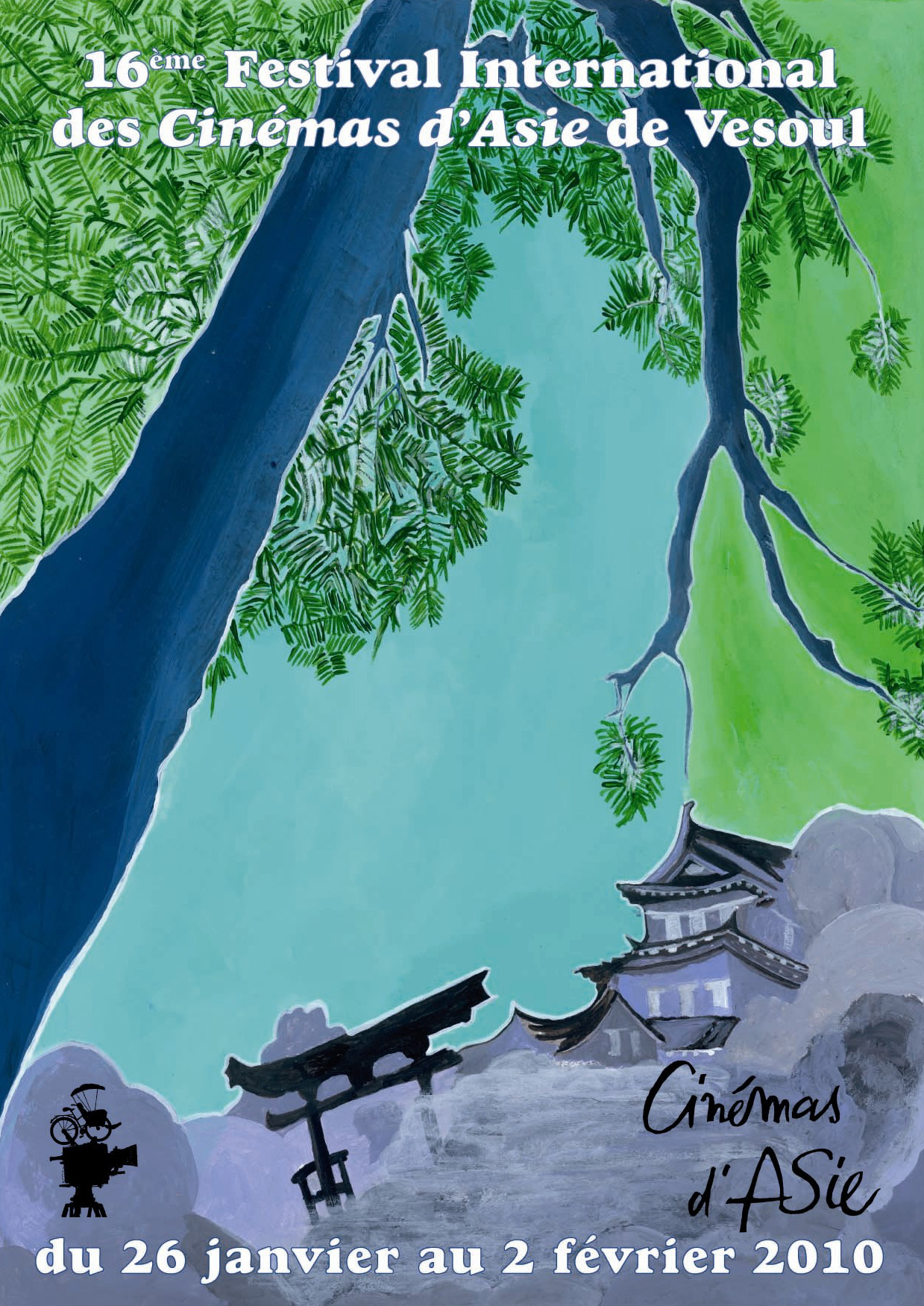
Affiche 2010

Le 16e FICA (Festival international des cinémas d’Asie) de Vesoul s'est déroulé du 26 janvier au 2 février 2010.
80 films, venus de toute l’Asie, dans son intégralité géographique, du Proche à l’Extrême-Orient, ont été présentés, répartis en 7 sections.

## Cyclo d'or d'honneur
Lors de la cérémonie d'ouverture, le Cyclo d'or d’honneur remis par Alain Joyandet a récompensé le cinéaste iranien Jafar Panahi et l'actrice iranienne Fatemah Motamed-Aria pour leur engagement talentueux au service de la Liberté. Cependant Jafar Panahi n'a pu faire le déplacement en France. 

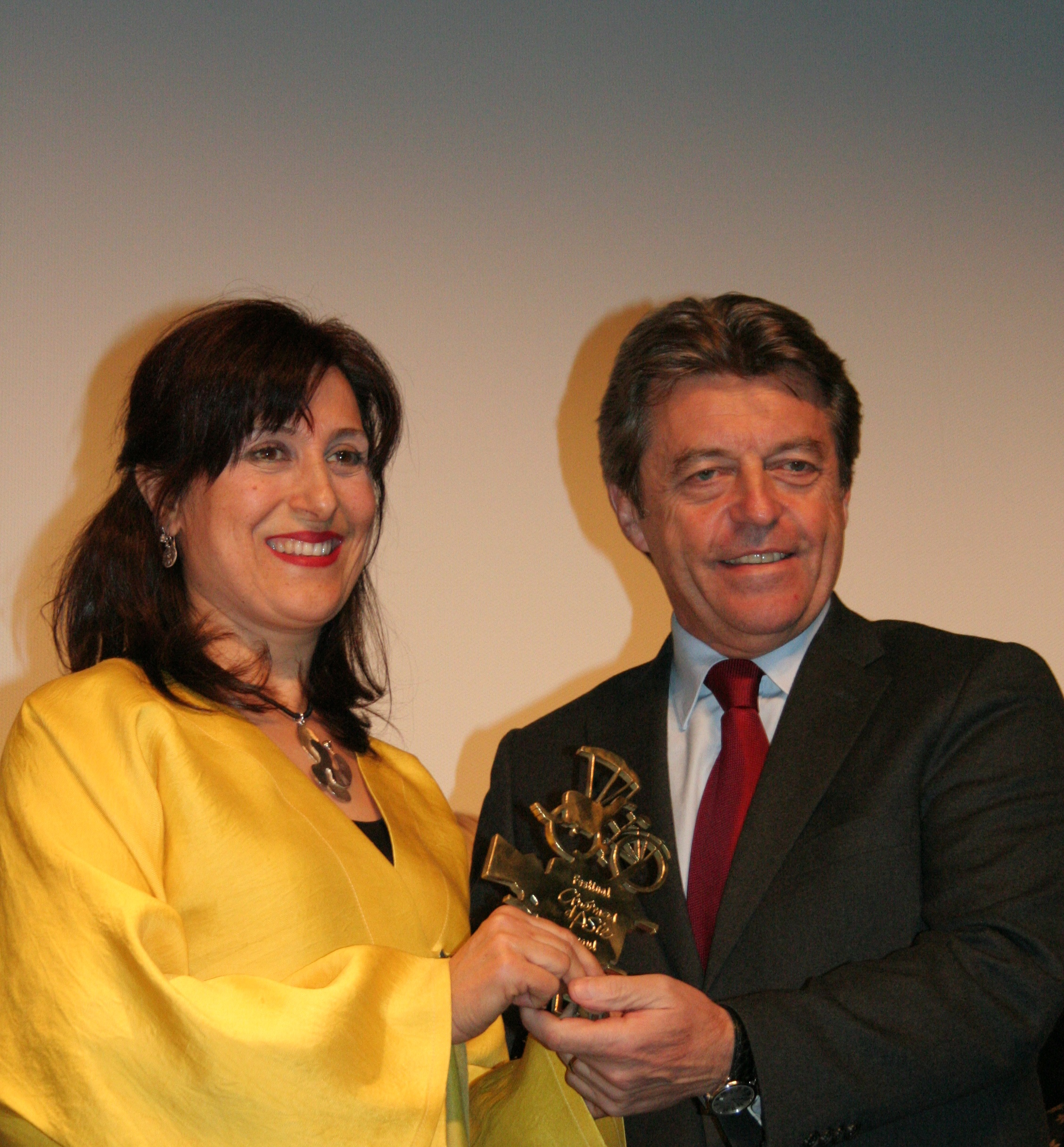
Remise du Cyclo d'or d'honneur à Fatemeh Motamed-Arya
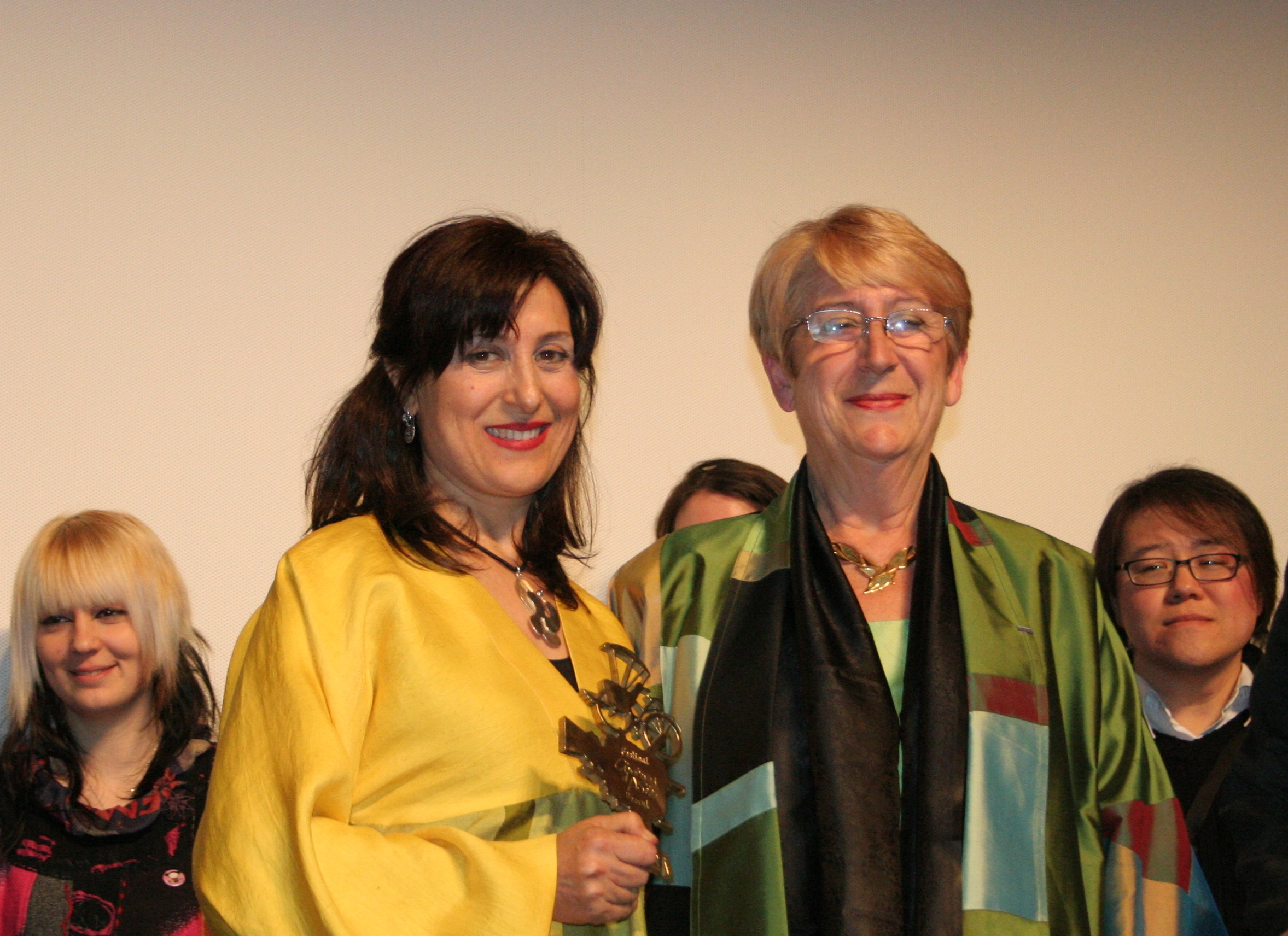
Fatemeh Motamed-Arya et Martine Thérouanne

## Films en compétition

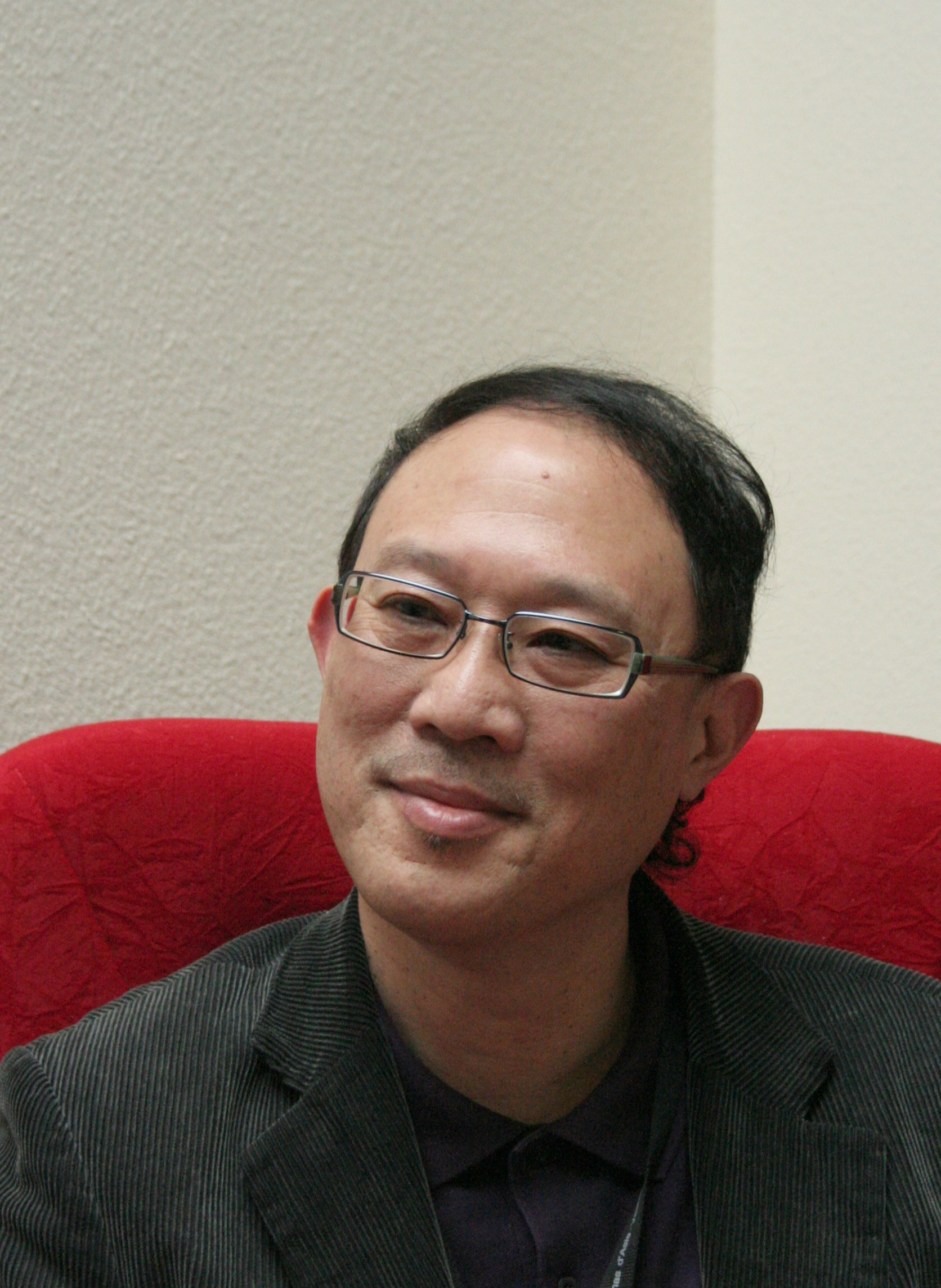
Wan Jen lors du 16e FICA.

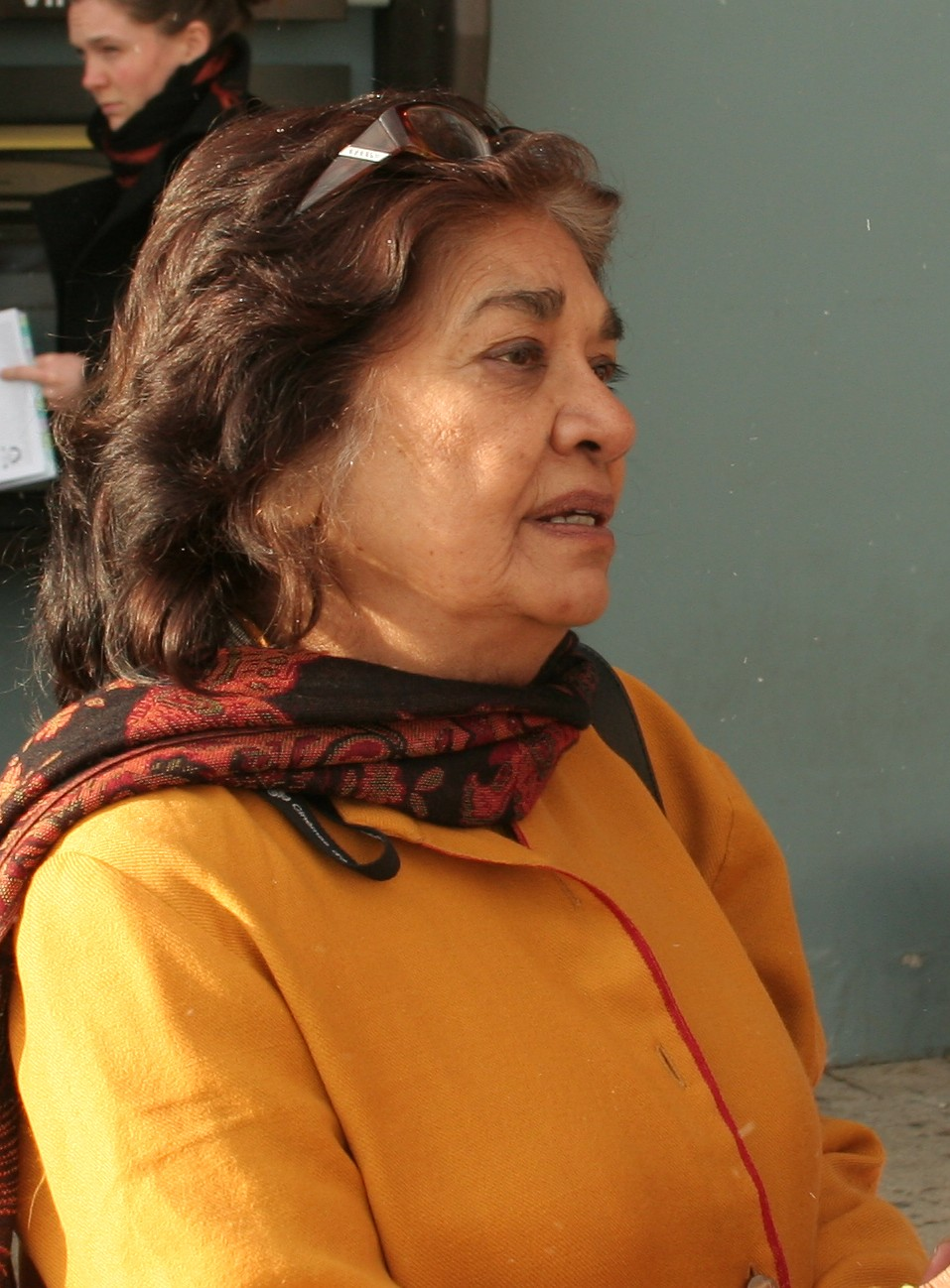
Aruna Vasudev

La compétition long métrage de fiction et la compétition documentaire étaient composées de 18 films inédits en France. Le jury international était présidé par Wan Jen, réalisateur taïwanais, fondateur avec Hou Hsiao-hsien et Edward Yang de la nouvelle vague taïwanaise. L'accompagnaient Amer Alwan, acteur et réalisateur irakien, Aruna Vasudev, fondatrice du festival de New Dehli et de Serra Yılmaz, actrice de cinéma et de théâtre turque.

### Section «Visages des cinémas d'Asie contemporains»
- Film d'ouverture :

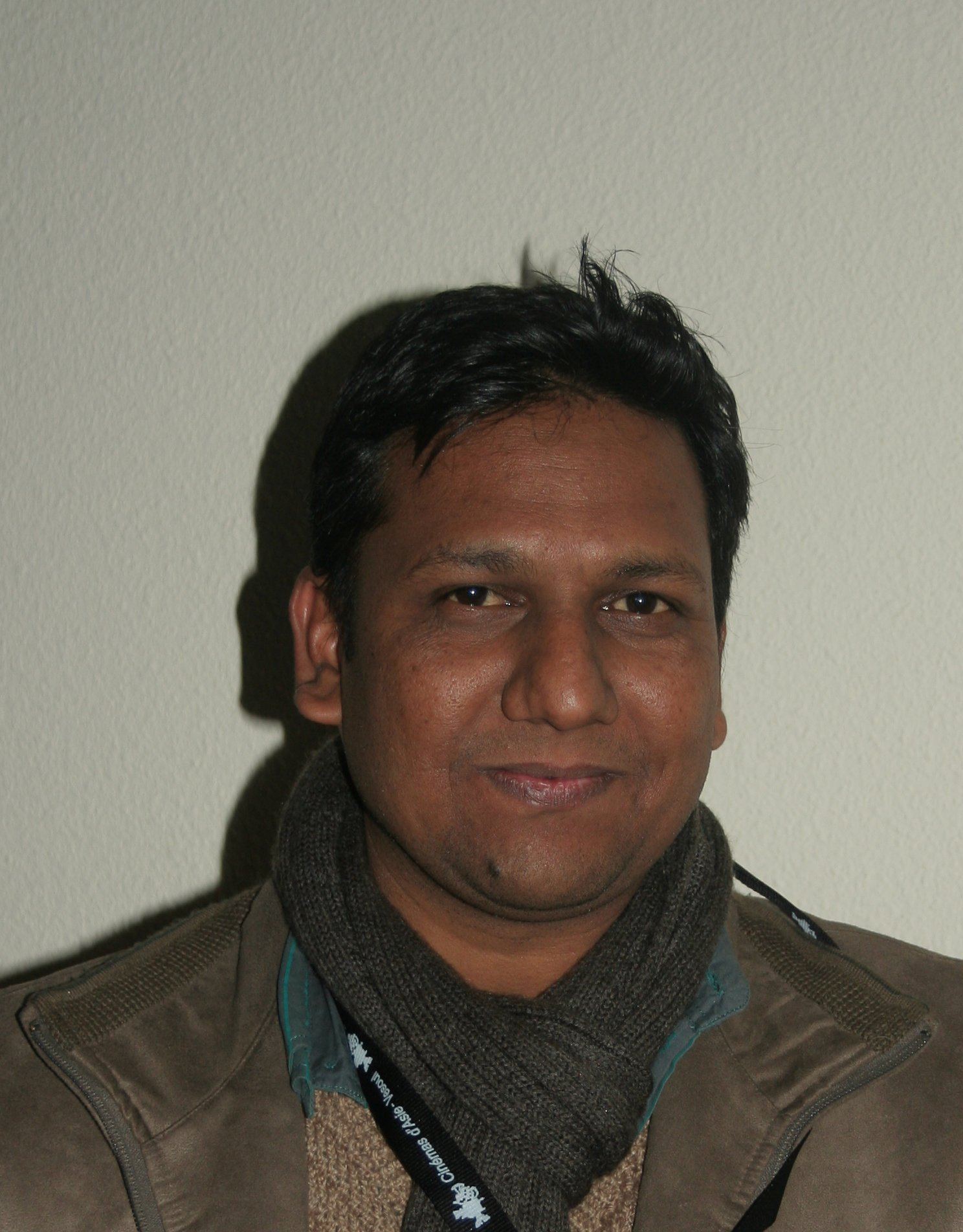
Satish Manwar

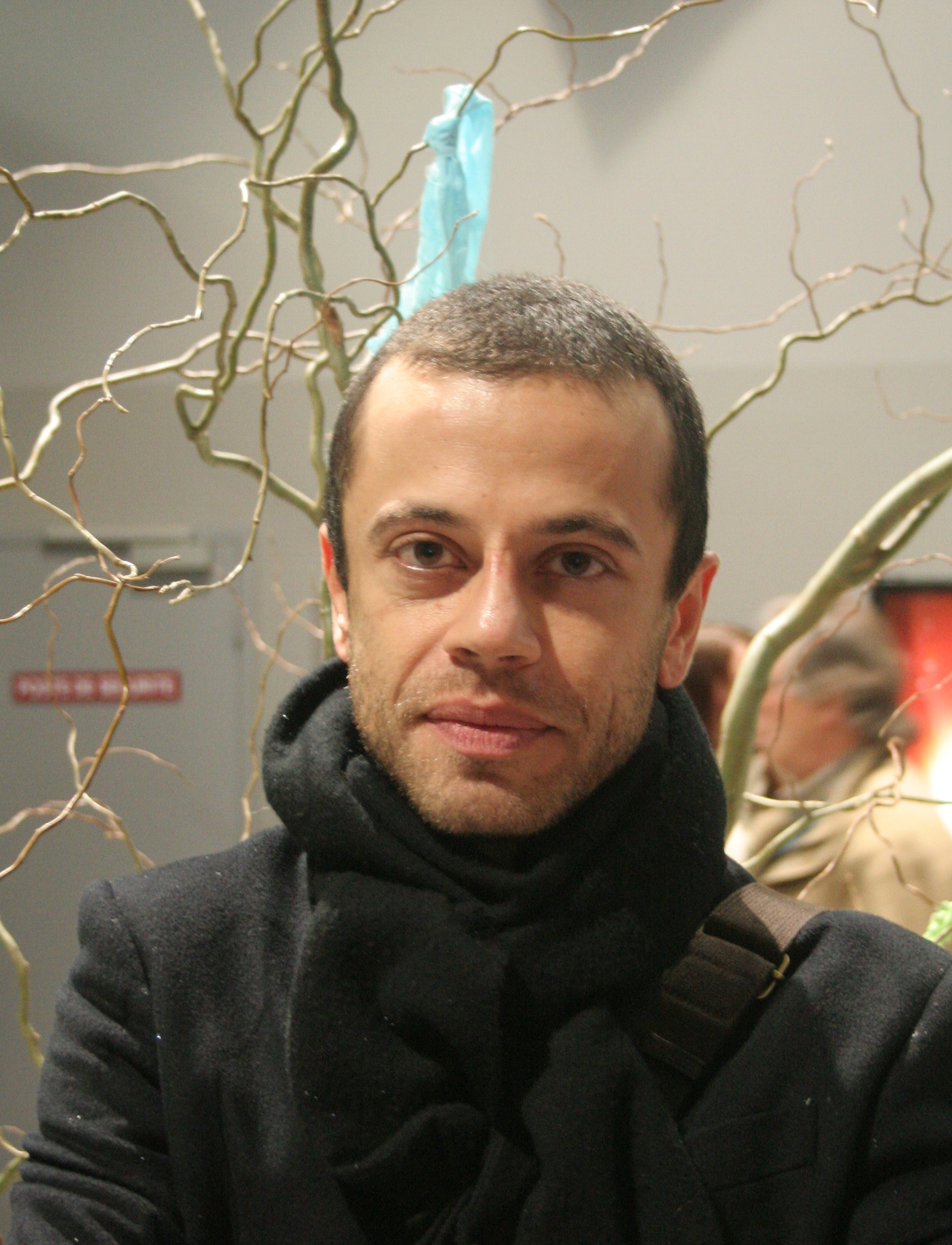
Babak Jalali

  - Chine - La Tisseuse de  Wang Quan'an
- Films en compétition :
  - Chine - Cow de Guan Hu
  - Hong Kong - Night and Fog de Ann Hui
  - Corée - Animal Town de Jeon Kyu-hwan
  - Inde - Maudite pluie ! de Satish Manwar
  - Indonésie - Jamila and the Président de Ratna Sarumpaet
  - Iran - Frontier Blues de Babak Jalali
  - Philippines - The Pawn Shop de Milo Sogueco
  - Taïwan - No puedo vivir sin ti de Leon Dai
  - Turquie - Des vies sans valeur de Selda Çiçek

- Documentaires en compétition
  - Afghanistan, France - Le joueur de cerf-volant de Jean-Paul Mignot.
  - Cambodge, France - Tours d'exil de Jenny Teng.
  - Inde - Supermen of Malegaon de Faiza Ahmad Khan.
  - Indonésie - Effort for Love de Ani Ema Susanti.
  - Indonésie - What's the point ? de Iwan Setiawan et Muhammad Ichsan.
  - Iran, France - 7 femmes de Sara Rastegar.
  - Taïwan - Tibet, Taipei de Wu Mi-sen.
  - Viêt Nam, France - La vie sombre trois fois, se relève sept et neuf fois flotte à la dérive de Xuân-Lan Guyot.

- Film de clôture :
  - Chine - La Saison du cheval de Ning Cai

## Hommage au réalisateur turcÖmer Kavur, chef de file de la Nouvelle Vague turque
Dans le cadre de la Saison de la Turquie et pour la première fois en France l’intégrale de son œuvre cinématographique était présentée avec le soutien de CulturesFrance, cellule du ministère des Affaires étrangères et européennes, de l’IKSV et du Festival international du film d’Istanbul. Parallèlement à cette rétrospective intégrale, Selma Gürbüz, artiste peintre turque de renommée internationale, compagne du défunt Ömer Kavur, exposait à la chapelle de la Mairie.

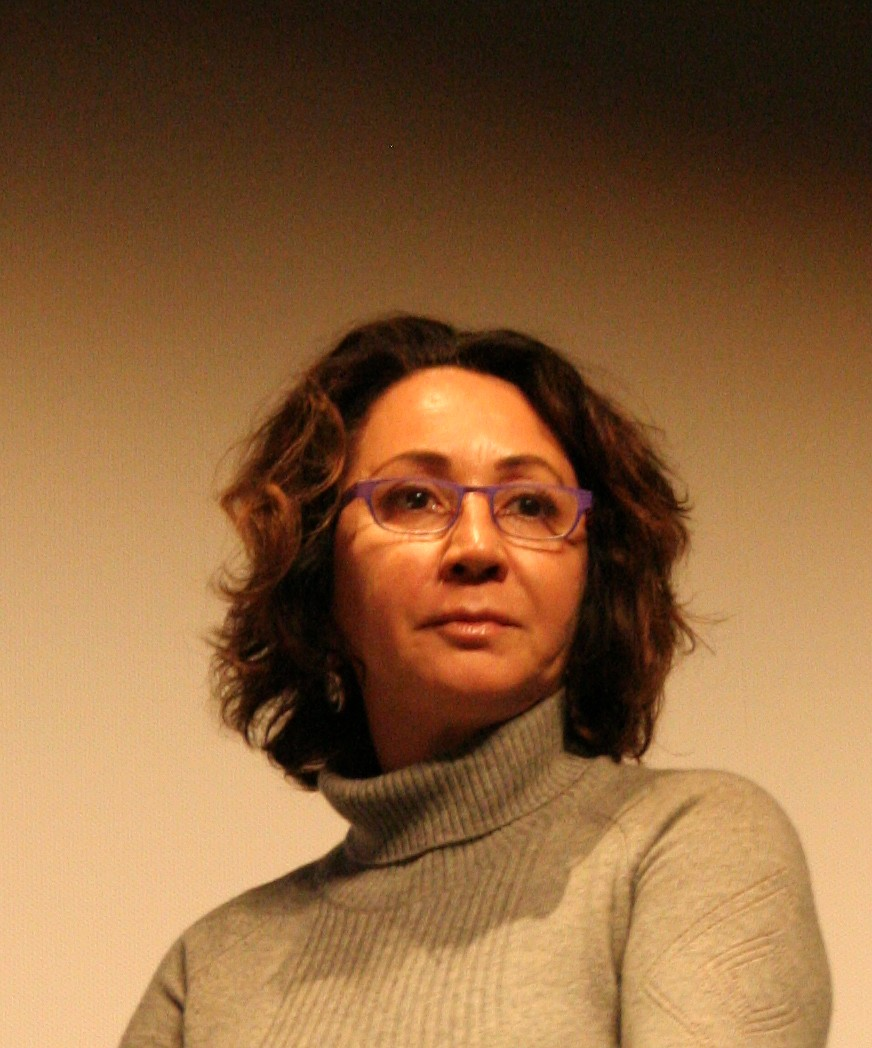
Selma Gürbüz lors de l'inauguration du 16e FICA de Vesoul

- 1974 - Eminé, couche toi là
- 1979 - Les Gamins d'Istanbul
- 1980 - Ah la belle Istanbul
- 1981 - Une histoire d'amour amer
- 1982 - Le Lac
- 1985 - Colin-maillard
- 1985 - La Route désespérée
- 1986 - L'Hôtel de la mère patrie
- 1987 - Le Voyage de nuit
- 1991 - Le Visage secret
- 1995 - Retrouvailles
- 1997 - La Tour de l'horloge
- 2000 - La Maison des anges
- 2002 - La Rencontre

## Regard sur le cinéma taïwanais
L’île de Taïwan, de par son insularité et son histoire, a produit une cinématographie spécifique qui compte de grands maîtres du septième art : Hou Hsiao-hsien, Edward Yang, Tsai Ming-liang, Wan Jen, Lin Cheng-sheng. À côté de ces réalisateurs incontournables, il a paru intéressant de faire découvrir ou redécouvrir des cinéastes symboliques des différentes périodes, souvent tragiques, de l’histoire de l’île de Taïwan. Le peintre Chen Ching-jung exposait à la salle des Ursulines.
- 1956 - A Journey to Gwan Shan de Wen Yi.
- 1962 - Un amour ancien qui perdure de Luo Hui-shao.
- 1963 - Oyster Girl de Lee Hsing et Lee Chia
- 1976 - Posterity and Perplexity de Lee Hsing.
- 1983 - Ce jour-là sur la plage de Edward Yang.
- 1999 - Yi Yi de Edward Yang.
- 1989 - La Cité des douleurs  de Hou Hsiao-hsien.
- 1991 - Cinq filles et une corde de Yeh Hung-wei.
- 1995 - Super Citizen Ko de Wan Jen.
- 1997 - Murmures de la jeunesse de Lin Cheng-sheng.
- 2001 - Betelnut Beauty de Lin Cheng-sheng.
- 2000 - Hidden Whisper de Vivian Chang.
- 2002 - Blue Gate Crossing de Yee Chih-yen.
- 2003 - Goodbye, Dragon Inn de Tsai Ming-liang.
- 2007 - Lust, Caution de Ang Lee.
- 2008 - Soul of a Demon de Chang Tso-chi.
- 2008 - Parking de Chung Mong-hong.
- 2007 - God Man Dog de Singing Chen.

## Francophonie d’Asie-Documentaristes indépendants vietnamiens
Le Viêt Nam, l’un des cinq pays d’Asie dans lesquels la langue française est pratiquée - le Viêt Nam, l’Arménie, le Cambodge, le Laos et le Liban - a une vitalité  cinématographique importante. En mettant le projecteur sur les documentaristes vietnamiens indépendants le FICA a voulu mettre l’accent sur un aspect peu connu du monde du cinéma vietnamien.
- Mon ami de Trin Le Van.
- Madame Dung de Dao Ba Son.
- Le Petit coolie de Pham Nhue Giang.
- À Hanoi, il y a le pont Long Bien de Pham Cuong.
- Love Man, Love Woman de Nguyen Trinh Thi.
- Crying for Hire de Lan Phuong.
- The Half-Naked Man de Lan Phuong.

## Section thématique
« L’Homme et la nature » est le fil conducteur de la section thématique de cette 16e édition. Certains cinéastes du plus vaste des cinq continents, l’Asie, ont mis en scène, souvent de façon spectaculaire, les rapports entre l’Homme et la nature. Dans un esprit de dialogue, « le Regard de l’Occidental sur l’Asie » apporte son point de vue sur ce thème.
L’Homme et la nature 
- Bhoutan - Milarépa : La Voie du bonheur de Neten Chokling.
- Chine - Kekexili, la patrouille sauvage de Lu Chuan.
- Chine - Mongolian Ping Pong de Ning Hao.
- Chine - Still Life de Jia Zhangke
- Corée, Mongolie - Rêve de désert de Zhang Lu.
- Inde - Des jours et des nuits dans la forêt de Satyajit Ray.
- Inde - La Rivière Titash de Ritwik Ghatak.
- Inde, Royaume-Uni - The Warrior de Asif Kapadia.
- Japon - L'Île nue de Kaneto Shindo.
- Japon, URSS - Dersou Ouzala de Akira Kurosawa.
- Kazakhstan - Oultougan de Yedigué Bosylbaiev.
- Russie - Urga de Nikita Mikhalkov.
- Turkménistan - Karakoum, 45° à l'ombre de Khojakuli Narliev.
- Turquie - Nuages de mai de Nuri Bilge Ceylan.
- Viêt Nam - Les Coupeurs de bois de Vuong Duc.
- Viêt Nam - Le Gardien de buffles de Minh nguyen-Vô.

Regard de l'occidental sur l'Asie
- Angleterre - Le Livre de la jungle de Zoltan Korda.
- Autriche - Un monde sans eau ? de Udo Maurer

## Documentaire hors compétition
- FICA : Du proche à l'extrême-orient de Frédéric Ambroisine.

## Japanimation
Le FICA est toujours attentif à l’extraordinaire inventivité graphique des studios d’animation asiatiques. La traditionnelle soirée « Japanimation » attend les curieux et les inconditionnels du genre. 

## Programmation Jeune Public
Le cinéma étant pour tous, les « Après-midi famille » du mercredi et du dimanche permettent d’assister ensemble à la programmation « Jeune Public ».

## Journée Professionnelle
La journée professionnelle (dimanche 31 janvier 2010) a été consacrée aux 20 ans du NETPAC (Network for the Promotion of Asian Cinema).

## Palmarès

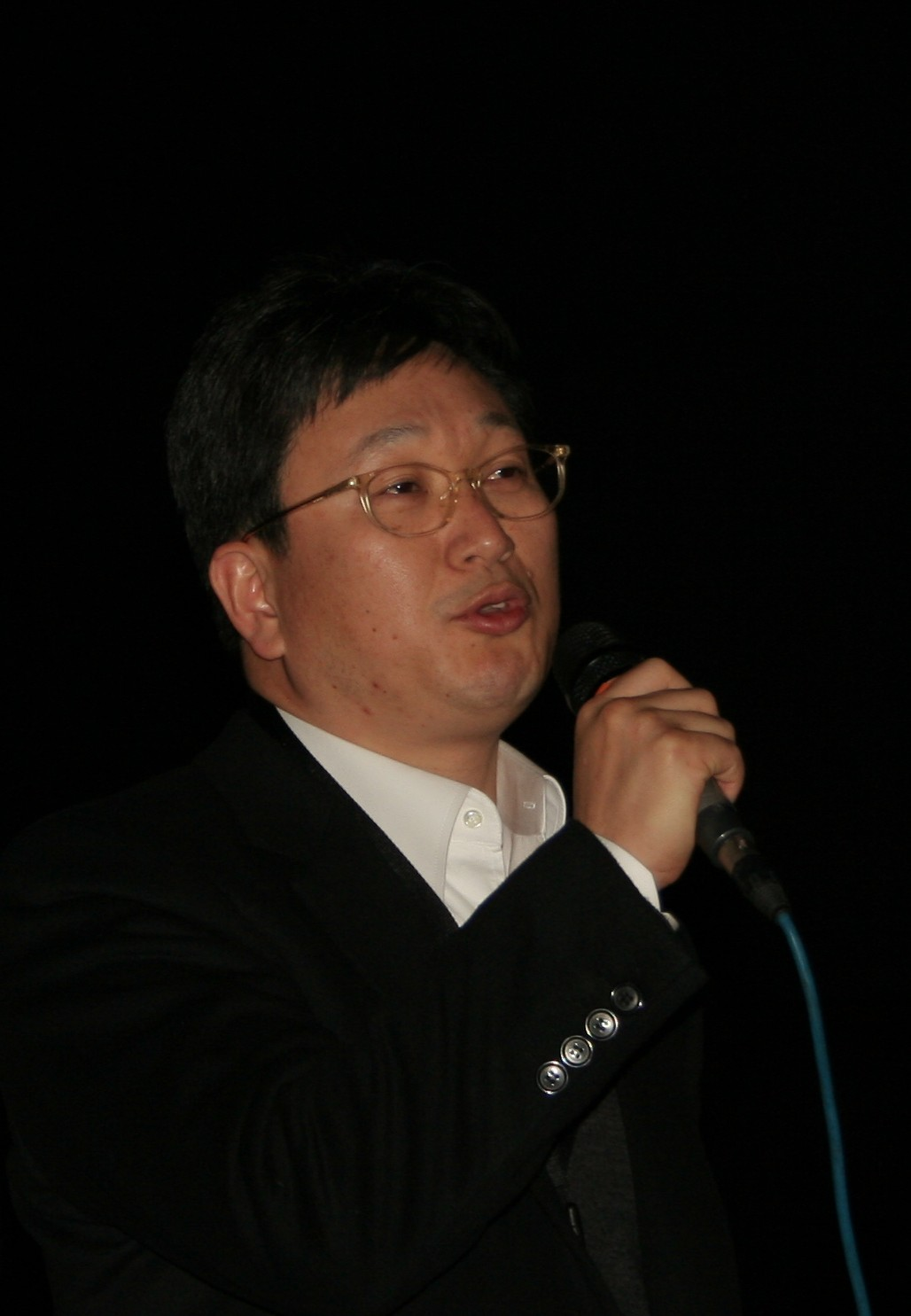
Jeon Kyu-hwan

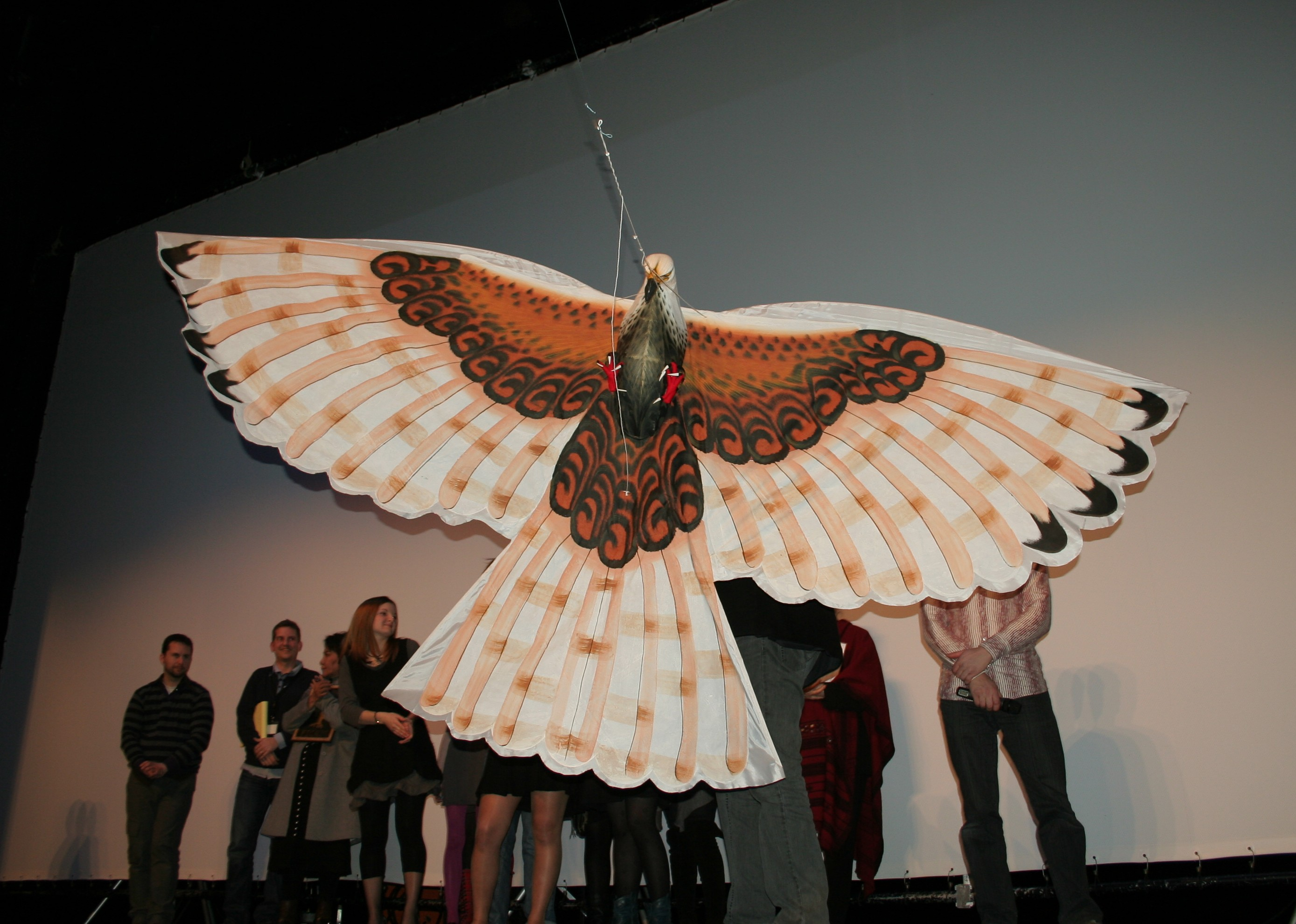
Un cerf-volant traversant le théâtre Edwige-Feuillère

- Cyclo d'or d'honneur à Fatemah Motamed-Aria et à Jafar Panahi pour leur engagement courageux et talentueux au service de la liberté.
- Jury international
  - Cyclo d'or ex æquo à  Leon Dai pour son film No Puedo Vivir Sin Ti et à Guan Hu pour Cow.
  - Grand prix du jury à Satish Manwar pour son film The Damned Rain.
    - Mention spéciale à Jeon Kyu-hwan pour Animal Town.
- Prix du Jury NETPAC à  Jeon Kyu-hwan pour son film Animal Town.
- Prix Émile Guimet à Leon Dai pour No Puedo Vivir Sin Ti.
- Prix Langues O' à Milo Sogueco pour The Pawn Shop.

- Prix du public

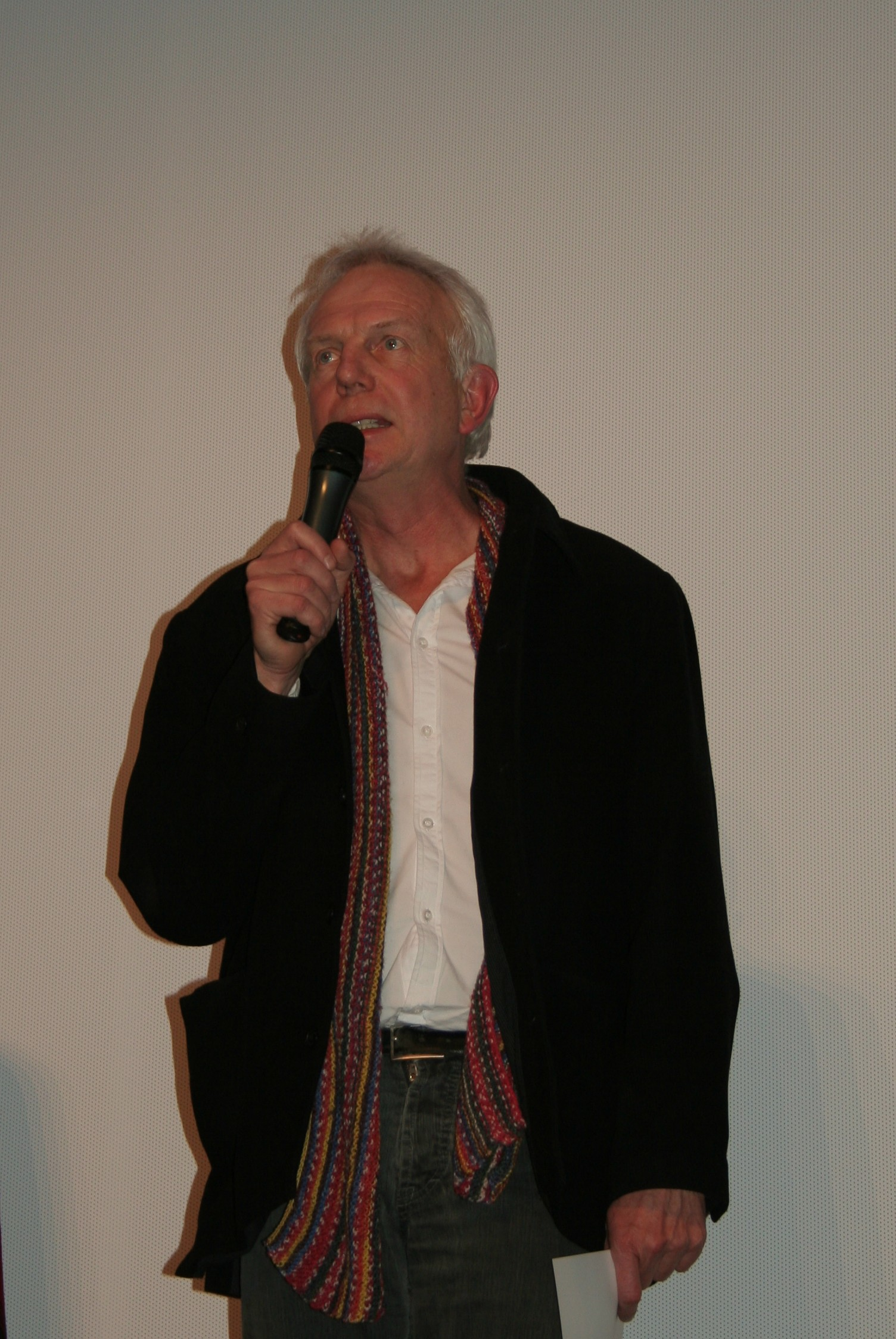
Jean-Paul Mignot lors de la cérémonie de clôture.

  - Long métrage de fiction à Ratna Sarumpaet pour son film Jamila and the President.
  - Film documentaire à Jean-Paul Mignot pour Le Joueur de cerf volant.
- Prix du jury jeunes
  - Film documentaire à Faiza Ahmad Khan pour Supermen of Malegaon.
- Prix du jury lycéens à Ratna Sarumpaet pour Jamila and the President.
- Coups de cœur
  - Guimet à Faiza Ahmad Khan pour Supermen of Malegaon.
  - Langues O' à Satish Manwar pour The Damned Rain.